# One Piece: Grand Adventure
One Piece: Grand Adventure er et videospil til Sony PlayStation 2 og Nintendo GameCube. I modsætning til andre One Piece videospil, er dette det eneste, der er udviklet specielt til USA. Gameplayet er præcis som One Piece: Grand Battle! Baseret på den populære anime og manga -serie. One Piece: Adventure indeholder flere figurer, niveauer og funktioner, hvoraf nogle var skåret ud af den amerikanske One Piece Grand Battle. Spillet blev også udgivet i Korea, Australien og i både Spanien, England og Danmark i Europa

## Adventure mode
Et af de nye funktioner i Grand Adventure er Adventure mode, som giver spilleren mulighed for at sejle gennem Grand Line og besøge forskellige øer fra One Piece-universet, der svarer til The Legend of Zelda: The Wind Waker (selvom i modsætning til The Wind Waker, vil du være i stand til at vælge bestemte "hotspots" og sejle den automatisk). På disse øer, vil figure deltage i kamp mod andre One Piece karakterer, som hvis besejrede kan tilslutte din figurs besætning, eller spille i forskellige mini-spil. I de kampe, får karaktererne experience points og kan gå levels op, hvor spilleren kan level op visse evner til karakteren (HP, angreb, forsvar, osv.).
Der er i alt 24 spilbare figurer. Der er i alt 51 støttekarakterer som spilleren kan vælge ud over deres spilbare karakter. Mens støttekaraktererne ikke er kontrollerbare, er de i stand til at hjælpe spilleren, når de kaldes ud. Der er seks typer af støtte tegn: Dash, Jump, Ride, Recovery, Gun, og Area. Hver type støtte karakter har sine egne fordele og ulemper i kamp.
Hver karakter er tildelt støtte karakterer. Hver karakter har mindst én, men ingen af dem har mere end tre. I nogle spillemodes, kan spilleren vælge imellem støttekarakterer, er begrænset til dem, tildeles den specifikke karakter.

## Medvirkende
| Rolle             | Stemme                 |
| ----------------- | ---------------------- |
| Luffy             | Bella Hudson           |
| Robin             | Veronica Taylor        |
| Nami              | Kerry Williams         |
| Zolo              | Marc Diraison          |
| Ace               | Frank Frankson         |
| Sanji             | David Moo              |
| Chopper           | Lisa Ortiz             |
| Usopp             | Jason Anthony Griffith |
| Red-Haired Shanks | Tom Souhrada           |
| Zeff              | Robert O'Gorman        |
| "Hawk-Eye" Mihawk | Wayne Grayson          |
| Smoker Chaser     | Scottie Ray            |
| Tashigi           | Priscilla Everett      |
| Nefeltari Vivi    | Karen Neill            |
| Buggy the Clown   | David Wills            |
| Captain Kuro      | Gary Mack              |
| Don Krieg         | Marc Thompson          |
| Saw-Tooth Arlong  | David Wills            |
| Wapol             | Sean Schemmel          |
| Bon Clay          | Kevin Kolack           |
| Crocodile         | David Brimmer          |
| Ohm               | Scottie Ray            |
| Shura             | Dan Green              |
| Satori            | Jimmy Zoppi            |
| Gedatz            | ?                      |
| Eneru             | Wayne Grayson          |